# 사선에서
《사선에서》(영어: In the Line of Fire)는 1993년에 개봉한 미국 정치 액션 스릴러 영화이다. 볼프강 페테르젠이 연출하고, 클린트 이스트우드, 존 맬커비치, 러네이 루소, 딜런 맥더멋 등이 출연하였다.
흥행과 비평 양면에서 성공하였으며 1994년 제66회 아카데미상에서 남우조연상(존 맬커비치), 각본상(제프 매과이어), 편집상(앤 V. 코츠) 등 총 세 부문에 후보로 지명되었다.

## 줄거리
비밀경호국 요원 프랭크는 자신에게 비상한 관심을 보이는 한 남성에게서 걸려온 전화를 받는다. 그는 스스로를 부스라고 칭하고, 프랭크가 1963년 댈러스에서 존 F. 케네디 대통령 경호를 맡았을 때 암살을 막지 못한 일을 언급하며 조롱한다.
현 대통령을 목표로 정교한 암살 계획을 세운 이 의문의 발신자는 전 중앙정보국 소속 자객으로 밝혀진다. 과거의 실수를 다시 반복하지 않기 위해 프랭크는 사력을 다해 암살을 저지하려 한다.

## 출연
- 클린트 이스트우드 - 비밀경호국 요원 프랭크 호리건 역
- 존 맬커비치 - 미치 리리 / 제임스 카니 / 부스 역
- 러네이 루소 - 비밀경호국 요원 릴리 레인스 역
- 딜런 맥더멋 - 비밀경호국 요원 앨 디앤드리아 역
- 게리 콜 - 비밀경호국 요원 빌 와츠 역
- 프레드 톰프슨 - 대통령 비서실장 해리 사전트 역
- 존 머호니 - 비밀경호국장 샘 컴패니아 역
- 그레고리 앨런 윌리엄스 - 비밀경호국 맷 와일더 역
- 토빈 벨 - 마티 멘도자 역
- 실크 코자트 - 비밀경호국 요원 코자트 역
- 클라이드 쿠사추 - 비밀경호국 요원 잭 오쿠라 역
- 스티브 하이트너 - 비밀경호국 요원 토니 카두치 역
- 퍼트리카 다보 - 팸 매그너스 역
- 존 허드 - 리거 교수 역
- 조슈아 멀리나 - 비밀경호국 요원 차베즈 역

## 우리말 녹음
| MBC 첫 더빙 성우진 (1995년 9월 8일) KBS 성우진 (2005년 5월 1일) - 송두석 - 프랭크 호리건(클린트 이스트우드) - 오세홍 - 리리/부스(존 맬커비치) - 이규화 - 앨(딜런 맥더멋) - 윤소라 - 릴리(러네이 루소) - 안종국 - 샘(존 머호니) - 김민석 - 와츠(게리 콜) - 김준 - 와일더(그레고리 앨런 윌리엄스) - 박상훈 - 카두치(스티브 하이트너) - 문영래 - 오쿠라(클라이드 쿠사추) - 한상덕 - 사전트(프레드 톰프슨) - 이정구 - 대통령(짐 컬리) - 온영삼 - 리그스(윌리엄 G. 실링) - 오인성 - 차베즈(조슈아 멀리나) / 리거(존 허드) - 김태웅 - 코핀저 요원(스티브 레일즈백) - 이주연 - 팸(퍼트리카 다보) - 엄주환 - 마티(토빈 벨) - 김우정 - 월터(앨런 토이) / 경찰 - 임미진 - 샐리(메리 밴아즈델) / 라디오 방송 음성 - 송정희 - 집주인(엘사 레이븐) / 기자 | MBC 재더빙 성우진 (2005년 10월 29일) - 박일 - 프랭크(클린트 이스트우드) - 이종혁 - 부스(존 맬커비치) - 윤소라 - 릴리(러네이 루소) - 송준석 - 앨(딜런 맥더멋) - 김기철 - 빌 와츠(게리 콜) - 한상혁 - 해리(프레드 톰프슨) - 권혁수 - 샘(존 머호니) - 박영화 - 황윤걸 - 안장혁 - 김호성 - 오주연 - 이상범 - 고성일 - 노계현 - 이자옥 - 방성준 - 이원찬 - 김두희 - 류승곤 - 양준건 - 유상우 - 이민하 - 한경화 |  |
| | 이 문단은 비어 있습니다. 내용을 추가해 주세요. |  |